# Blitz (película de 2024)
Blitz es una película de drama bélico histórico de 2024 escrita, producida y dirigida por Steve McQueen. La película está protagonizada por Saoirse Ronan y Elliot Heffernan (en su debut cinematográfico), apoyados por Harris Dickinson, Benjamin Clementine, Kathy Burke, Paul Weller y Stephen Graham.
Blitz tuvo su estreno mundial como película de apertura en el Festival de Cine de Londres BFI el 9 de octubre de 2024, y se estrenó en cines seleccionados en el Reino Unido y Estados Unidos el 1 de noviembre de 2024, seguido de un lanzamiento en streaming en Apple TV+ el 22 de noviembre de 2024. La película recibió críticas generalmente positivas de los críticos.

## Trama
En Londres durante la Segunda Guerra Mundial, cuando un niño es enviado a evacuar la ciudad en medio de los bombardeos, él, en cambio, se embarca desafiante en una aventura para regresar con su madre, solo para encontrarse en un inmenso peligro por parte de una sucesión de personajes dickensianos.

## Elenco
- Elliott Heffernan como George Hanway
- Saoirse Ronan como Rita, George's mother
- Harris Dickinson como Jack
- Benjamin Clementine como Ife
- Kathy Burke como Beryl
- Paul Weller como Gerald, Rita's father
- Stephen Graham como Albert
- Leigh Gill como Mickey Davies
- Mica Ricketts como Jess
- CJ Beckford como Marcus
- Alex Jennings como Victor Smythe
- Joshua McGuire como Clive
- Hayley Squires como Tilda
- Erin Kellyman como Doris
- Sally Messham como Agnes
- Devon McKenzie-Smith como Ken "Snakehips" Johnson
- Celeste como Anita Sinclair
- Peter Rogers como Bus driver

## Producción

### Desarrollo
En octubre de 2021, se anunció que McQueen escribiría, dirigiría y produciría un nuevo largometraje titulado Blitz para New Regency, con Lammas Park produciendo junto a Tim Bevan y Eric Fellner de Working Title Films. En marzo de 2022, McQueen confirmó que su próximo proyecto iba a ser sobre los londinenses durante los bombardeos de la Segunda Guerra Mundial y que había hablado de ello con Ana, la Princesa Real, cuando le otorgó el título de caballero en el Castillo de Windsor. En junio de 2022, se anunció que Apple TV+ había adquirido los derechos de distribución. Los productores son Arnon Milchan, Yariv Milchan y Michael Schaefer de New Regency.

### Casting
En septiembre de 2022, se anunció que Saoirse Ronan encabezaría el reparto y Adam Stockhausen lideraría el diseño de producción. En diciembre de 2022, Harris Dickinson, Erin Kellyman, Stephen Graham y Kathy Burke se agregaron al elenco, junto con el cantautor Paul Weller en su debut como actor de largometrajes. Más tarde ese mes, se anunció que Benjamin Clementine, Leigh Gill, Mica Ricketts, CJ Beckford, Hayley Squires y Sally Messham se unirían al elenco.

### Rodaje
El rodaje comenzó en Londres en noviembre de 2022. Se utilizó como base el estudio Leavesden de Warner Bros. En enero de 2023, el rodaje tuvo lugar cerca de la estación Waterloo de Londres. Más tarde ese mes, los equipos de efectos especiales simularon bombas cayendo al agua del río Támesis en Wapping. El rodaje también tuvo lugar en el distrito londinense de Greenwich. En febrero de 2023, se informó que la producción se había trasladado al casco antiguo de Hull, con un cronograma de filmación de dos semanas.

### Música
“La idea detrás de todo esto es la historia de un niño que intenta atravesar un Londres destrozado por la guerra, que ha sido bombardeado todo el tiempo, y que intenta encontrar a su madre de nuevo. Lo que quería hacer era que los adultos –tú, yo, los adultos– sintieran el mismo tipo de disociación, estar completamente perdidos en el mundo, ser ilógicos, no saber cómo llegar allí, no saber cómo llegar a casa, no saber cómo encontrar el hogar, y tener ese horror, ese miedo de no volver a encontrarlo nunca más; el horror de esas enormes bombas cayendo. Así que la única forma en que se me ocurrió hacerlo fue escribir música que fuera tan brutal y tan absolutamente violenta”. - Hans Zimmer

Si bien Hans Zimmer ya se había aventurado musicalmente en la Segunda Guerra Mundial con películas como Dunkerque y Pearl Harbor, trabajar en Blitz le permitió mirar la época y una faceta de su propia historia familiar de una manera nueva. Zimmer reveló que su madre había sido "Estaba refugiada en Inglaterra durante la Segunda Guerra Mundial y Steve McQueen me dio una pista: 'Después de ver esta película, entenderás mejor a tu madre'", durante un evento de Deadline Sound & Screen. La historia impulsó a Zimmer a crear una banda sonora que reflejara el caos implacable y la brutalidad del bombardeo: “Esta banda sonora es absolutamente horrenda”, dijo. “Es una banda sonora absolutamente horrible, es tan disonante, está tan comprometida con esta atonalidad”.

## Lanzamiento
Blitz se estrenó como película de apertura del Festival de Cine de Londres BFI celebrado en el Royal Festival Hall el 9 de octubre de 2024. Este fue el tercer esfuerzo como director de McQueen después de Widows de 2018 y Mangrove de 2020, que fue parte de su serie de antología Small Axe. La película se estrenó en cines seleccionados en los EE. UU. y el Reino Unido el 1 de noviembre de 2024, antes de transmitirse en Apple TV+ a partir del 22 de noviembre.

## Recepción

### Respuesta crítica
En el sitio web de recopilación de reseñas Rotten Tomatoes, el 81% de las 175 críticas de los críticos son positivas, con una calificación promedio de 7/10. El consenso del sitio web dice: "Una historia sorprendentemente anticuada de supervivencia del director Steve McQueen, el análisis de Blitz de la sociedad británica en tiempos de guerra se ve enriquecido por las encantadoras actuaciones de Elliott Heffernan y Saoirse Ronan".[15] Metacritic, que utiliza un promedio ponderado, le asignó a la película una puntuación de 71 sobre 100, basada en 53 críticos, lo que indica críticas "generalmente favorables".[16] En un artículo publicado en The Guardian, Peter Bradshaw calificó la película con tres puntos sobre cinco y la describió como "una aventura de guerra bien hecha y descaradamente pasada de moda, sentida y conmovedora y, sí, un poco tradicional en general", y dijo que era "una película sobre los bombardeos de 1940 que intenta reafirmar las imágenes aceptadas, las imágenes de archivo dramáticas y las ideas familiares, pero que también absorbe enfoques revisionistas".
Leonard Maltin, al reseñar Blitz para su propio blog, la describió como "poderosa y algo desarmante" y "una de las mejores películas del año". Sin embargo, en el Chicago Reader, la crítica Kylie Bolter, aunque elogió la banda sonora, la cinematografía y algunas de las actuaciones, dijo que la película "no se sentía completa ni única". Peter Travers, de ABC News, resumió Blitz como "una película indiscutiblemente buena", pero concluyó que a pesar de que "todos los elementos [están] en su lugar para algo extraordinario", "no da en el blanco". Los críticos también elogiaron las imágenes "impresionantemente capturadas" de Yorick Le Saux por su "absoluta belleza".